# Ефимов, Алексей Валентинович
Алексей Валентинович Ефимов (род. 19 января 1972, Ленинград) — советский и российский хоккеист, нападающий.

## Биография
В 1989 году окончил школу № 50 города Ленинграда.
В первенстве СССР начинал играть в сезоне 1989/90 в фарм-клубе ленинградского СКА во второй лиге. В том же сезоне дебютировал в СКА, сыграв один матч в плей-офф. В сезоне 1997/98 выступал в череповецкой «Северстали», также играл в зоне «Центр» Открытого чемпионата России за «Северсталь-2» и «Спартак» СПб. 
С 1998 года в течение следующих двух сезонов выступал за клубы «Судретс» (Хемсе, Готланд, Швеция), «Кярпят» Оулу (Финляндия), «Арбуга» (Швеция), «Вайсвассер» (Германия). 
В 2000 году, вернувшись в Россию, играл за «Металлург» Серов (2000/01 — 2001/02, 2002/03 — 2003/04), «Кристалл» Саратов (2001/02), «Зауралье» Курган (2003/04 — 2004/05).
В 2010/2011 в Первенстве России среди клубных команд в дивизионе «Санкт-Петербург-Студент» играл за команду «Дельта».
В 2018 году в Кубке Вызова (Корпоративная хоккейная лига «Новотранс») играл за команду «Газпромбанк».